# Starčevica
Koordinaten: 44° 45′ N, 17° 12′ O

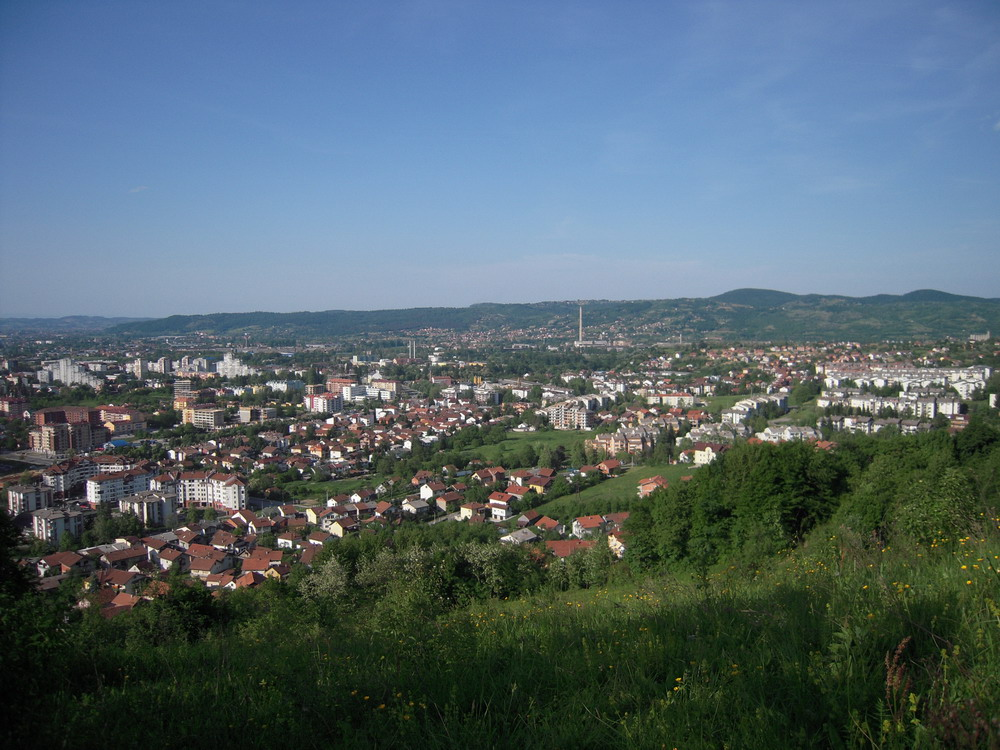
Starčevica

Starčevica (serbisch-kyrillisch Старчевица) ist der größte Stadtteil Banja Lukas. Er liegt am rechten Ufer des Flusses Vrbas.

## Einwohnerzahl
1991: 12.738
- Serben: 6.770
- Kroaten: 813
- Muslime: 2.350
- Jugoslawen: 2.264
- andere: 541